# Pseudasthenes patagonica
Pseudasthenes patagonica là một loài chim trong họ Furnariidae.